# Людвіново (Остроленцький повіт)
Людвіново (пол. Ludwinowo) — село в Польщі, у гміні Ґоворово Остроленцького повіту Мазовецького воєводства.
Населення — 154 особи (2011).
У 1975-1998 роках село належало до Остроленцького воєводства.

## Демографія
Демографічна структура станом на 31 березня 2011 року:
|          | Загалом | Допрацездатний вік | Працездатний вік | Постпрацездатний вік |
| -------- | ------- | ------------------ | ---------------- | -------------------- |
| Чоловіки | 83      | 15                 | 60               | 8                    |
| Жінки    | 71      | 20                 | 37               | 14                   |
| Разом    | 154     | 35                 | 97               | 22                   |